# Event Horizon Telescope

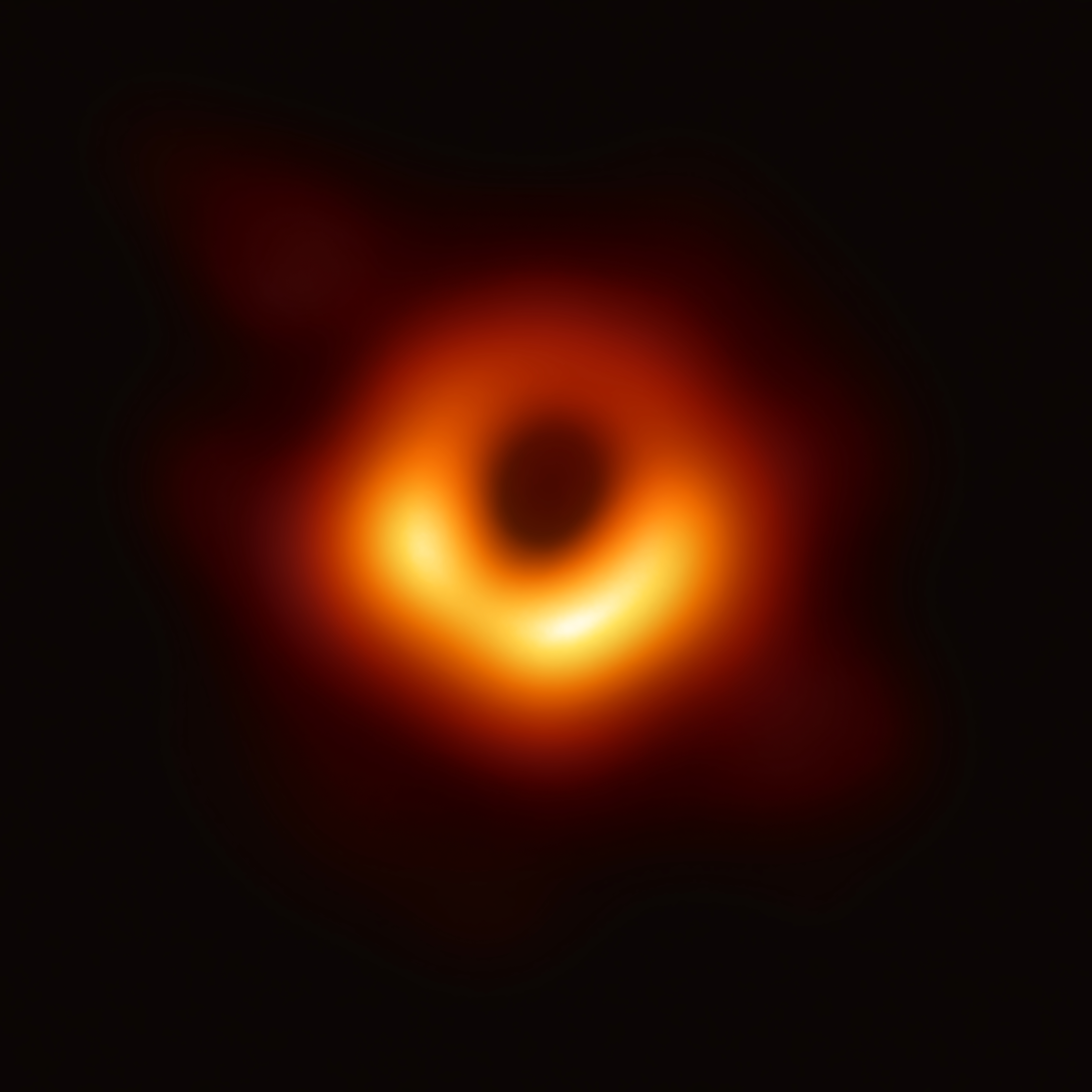
Prima fotografie a orizontului de evenimente al unei găuri negre, capturat de EHT

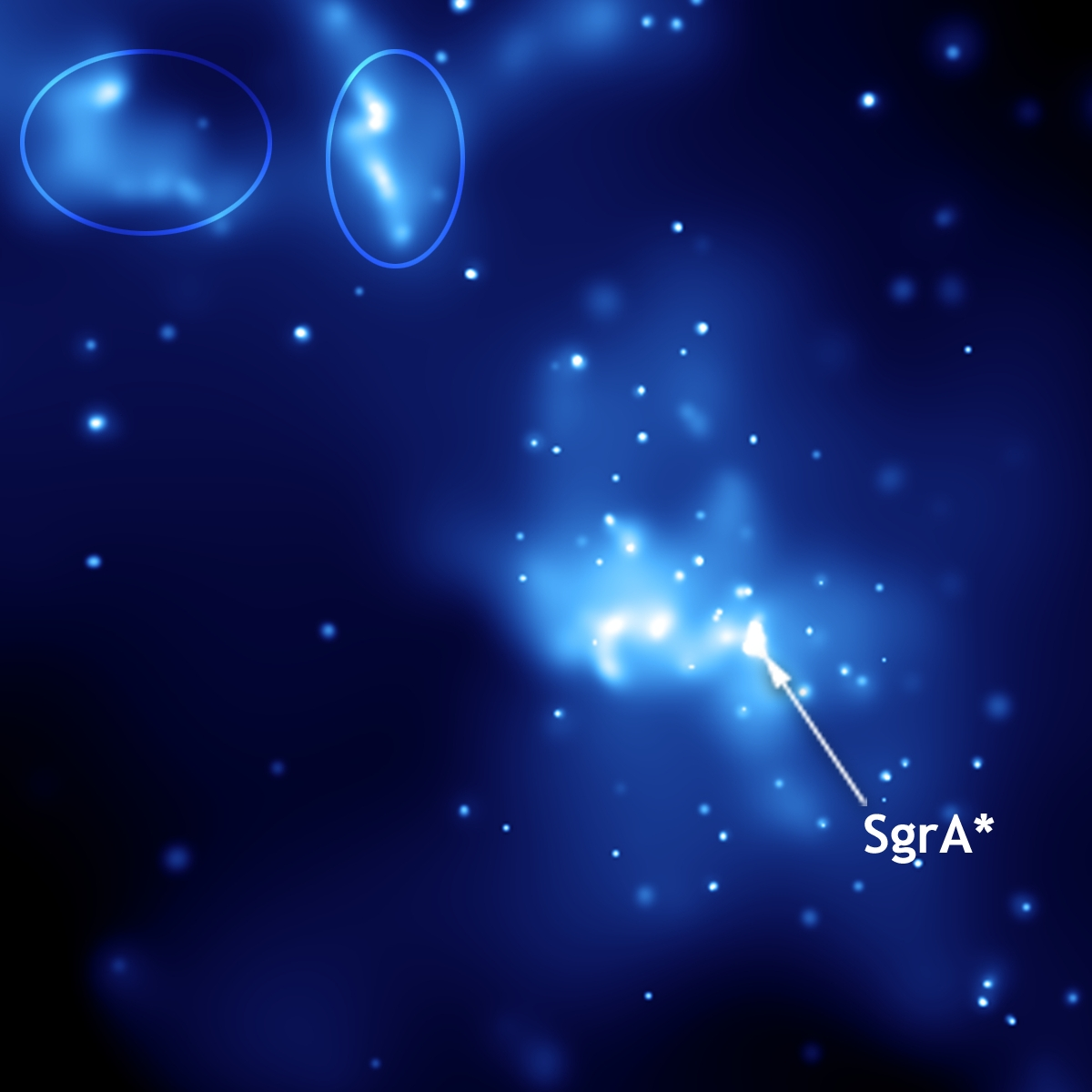
Imaginea în raze X cu Sagittarius A* (centru) și două dintr-o explozie recentă (încercuite)

Event Horizon Telescope (EHT) este un proiect care are scopul de a crea o mare serie de telescoape⁠(d) constând dintr-o rețea globală de radiotelescoape și combinând date de la mai multe stații de interferometrie cu bază foarte lungă⁠(d) (VLBI) pe tot Pământul. Obiectivul este acela de a observa mediul imediat al găurii negre supermasive Sagittarius A*, din centrul Căii Lactee, precum și gaura neagră și mai mare din centrul galaxiei eliptice supergigante Messier 87, cu o rezoluție unghiulară comparabilă cu a orizontului de evenimente al găurii negre.
Prima imagine a găurii negre din interiorul galaxiei Messier 87 a fost furnizată publicului în data de 10 aprilie 2019.

## Prezentare generală
EHT este alcătuit din multe observatoare radio sau instalații de radiotelescoape din întreaga lume pentru a produce un telescop cu înaltă sensibilitate, și rezoluție unghiulară înaltă.  Prin tehnica interferometriei cu bază foarte lungă⁠(d) (VLBI), multe antene radio independente aflate la distanțe de sute sau mii de kilometri pot fi utilizate concertat pentru a crea un telescop virtual al cărui diametru efectiv este de ordinul diametrului Pământului.  Efortul include dezvoltarea și desfășurarea receptoarelor de polarizare duală submilimetrică⁠(d), standarde de frecvență foarte stabile pentru a permite interferometria cu bază foarte lungă la 230-450 GHz, backenduri și sisteme de înregistrare VLBI cu o lățime de bandă mai mare, precum și punerea în funcțiune a noilor locații VLBI submilimetrice.
În fiecare an, de la prima captură de date din 2006, matricea EHT a tot adăugat din ce în ce mai multe observatoare la rețeaua sa globală de telescoape radio. Prima imagine a găurii negre supermasive a Căii Lactee, Sagittarius A*, era de așteptat să fie produsă în aprilie 2017, dar, deoarece South Pole Telescope este închis în timpul iernii (între aprilie și octombrie), transportul de date a întârziat procesarea până în decembrie 2017, când au sosit datele.  Prima imagine a găurii negre din Messier 87 a fost publicată la 10 aprilie 2019.  Imaginea va testa la extrem și teoria relativității generale a lui Albert Einstein.
Datele colectate pe hard-discuri sunt transportate cu avionul (așa-numitul sneakernet⁠(d)) de la diferite telescoape la Observatorul Haystack⁠(d) al MIT din Massachusetts, SUA și la Institutul Max Planck pentru Radio-Astronomie din Bonn, Germania, unde datele sunt corelate și analizate pe un grid de calculatoare⁠(d) format din aproximativ 800 de procesoare conectate într-o rețea de 40 Gbit/s.

## Rezultate științifice
Event Horizon Telescope Collaboration a anunțat primele rezultate într-o conferință de presă la 10 aprilie 2019. Anunțul a prezentat prima imagine directă a unei găuri negre, înfățișând gaura neagră supermasivă din centrul galaxiei Messier 87, denumiță provizoriu M87*. Rezultatele științifice au fost prezentate într-o serie de șase articole științifice publicate în The Astrophysical Journal Letters. Katie Bouman⁠(d), informaticiană americană care era studentă postuniversitară când începuse să lucreze la proiect, a susținut un TED Talk despre algoritmii folosiți pentru a asambla imaginile din datele obținute.
Imaginea furnizează un test al teoriei relativității generale a lui Albert Einstein în condiții extreme. Studiile anterioare testaseră relativitatea generală privind mișcările stelelor și norilor de gaz de lângă marginea unei găuri negre. O imagine a unei găuri negre aduce însă observații și mai de aproape de orizontul de evenimente. Relativitatea prezice o regiune neagră, ca o umbră, cauzată de curbarea și capturarea gravitațională a luminii, ceea ce se potrivește cu imaginea observată. În articolul publicat, se afirmă: „În ansamblu, imaginea observată este consistentă cu așteptările a cum ar trebui să arate o gaură neagră Kerr în rotație⁠(d) conform relativității generale.” Paul T.P. Ho, membru al Boardului EHT, a spus: „Odată ce ne-am asigurat că avem imaginea umbrei, putem compara observațiile noastre cu modelele complexe pe calculator care includ fizica spațiului curbat, materia supraîncălzită, și câmpurile magnetice puternice. Multe din trăsăturile imaginii observate se potrivesc surprinzător de bine cu înțelegerea noastră teoretică.”
Imaginea a furnizat și noi măsurători ale masei și diametrului lui M87*. EHT a măsurat masa găurii negre la aproximativ 6,5 ± 0,7 miliarde de mase solare și diametrul orizontului său de evenimente la circa 40,2 de miliarde de kilometri (270 unități astronomice; 0,0013 parseci; 0,0042 ani lumină), de aproximativ 2,5 ori mai mică decât umbra pe care o lasă, văzută în centrul imaginii. Din asimetria inelului, EHT a concluzionat că materia de pe partea sudică, mai luminoasă, a discului se deplasează spre observator, adică spre Pământ. Aceasta se bazează pe teoria că materia care se apropie pare mai luminoasă din cauza efectului relativist de fasciculare a luminii. Observațiile anterioare asupra jetului⁠(d) găurii negre au arătat că axa de rotație a găurii negre este înclinată la un unghi de 17° relativ la linia de vedere a observatorului. Din aceste două observații, EHT a concluzionat că gaura neagră se rotește în sens orar așa cum este văzută de pe Pământ.

## Instituțiile care contribuie

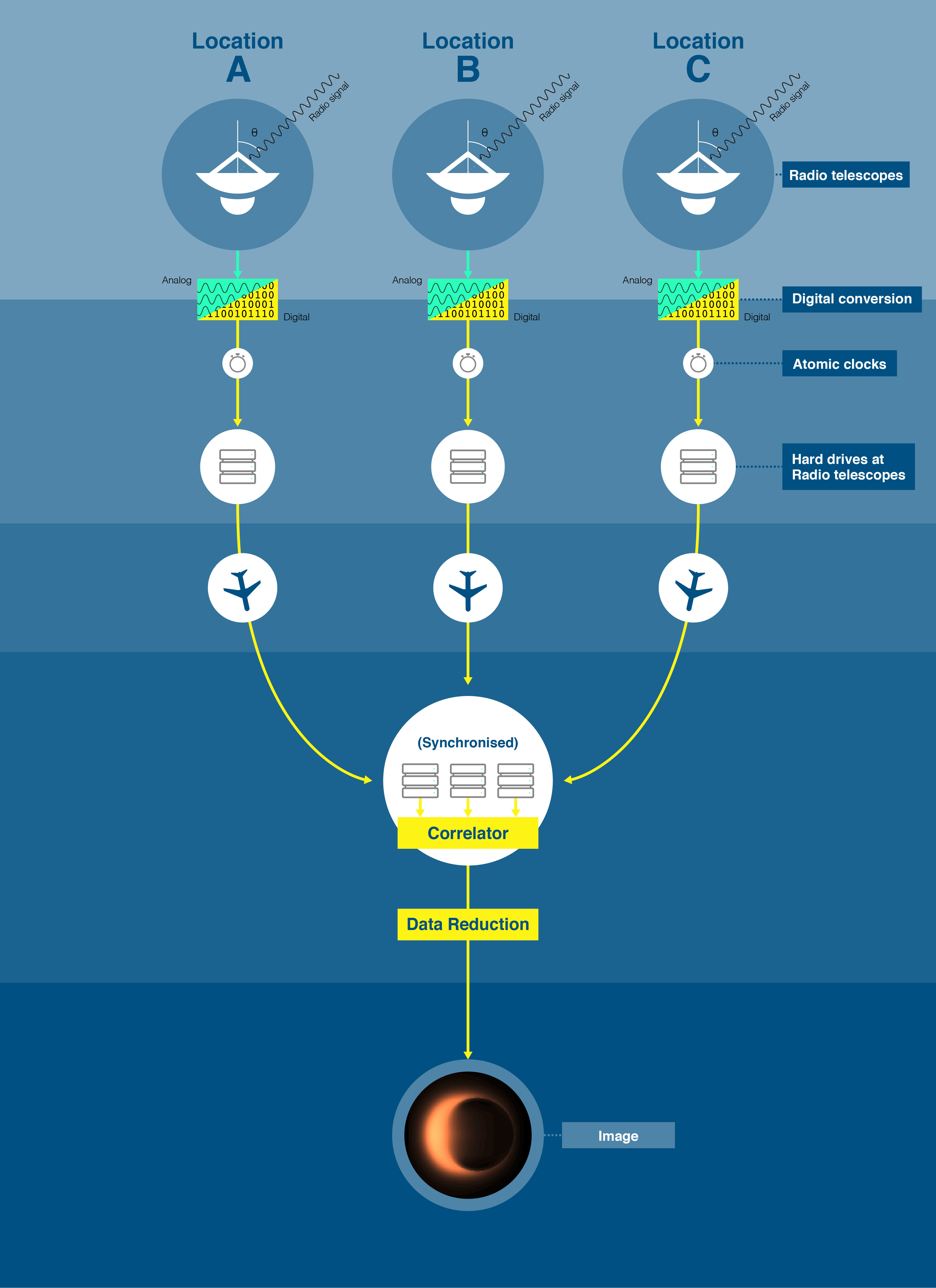
O diagramă schematică a mecanismului VLBI al lui EHT. Fiecare dintre antenele răspândite pe distanțe mari are un ceas atomic extrem de precis. Semnalele analogice colectate de către antenă sunt convertite în semnale digitale și stocate pe hard-diskuri împreună cu semnalele de oră furnizate de ceasul atomic. Unitățile hard disk sunt apoi trimise la o locație centrală pentru a fi sincronizate. O imagine de observație astronomică este obținută prin procesarea datelor colectate din mai multe locații.

Unele dintre instituțiile care contribuie sunt:
- ALMA
- APEX⁠(d)
- Academia Sinica Institute of Astronomy and Astrophysics⁠(d)
- Arizona Radio Observatory, University of Arizona
- Caltech Submillimeter Observatory⁠(d)
- Combined Array for Research in Millimeter-wave Astronomy⁠(d)
- European Southern Observatory
- Georgia State University⁠(d)
- Goethe-Universität Frankfurt am Main
- Greenland Telescope⁠(d)
- Harvard–Smithsonian Center for Astrophysics
- Haystack Observatory⁠(d), MIT
- Institut de radioastronomie millimétrique⁠(d)
- Instituto Nacional de Astrofísica, Óptica y Electrónica (INAOE⁠(d))
- East Asian Observatory – Telescopul James Clerk Maxwell⁠(d)
- Large Millimeter Telescope⁠(d)
- Max Planck Institut für Radioastronomie
- National Astronomical Observatory of Japan
- National Science Foundation
  - National Radio Astronomy Observatory
- Universitatea din Massachusetts⁠(d), Amherst
- Onsala Space Observatory⁠(d)
- Perimeter Institute for Theoretical Physics⁠(d)
- Radio Astronomy Laboratory⁠(d), Universitatea Berkeley din California
  - University of California, Berkeley (RAL)
- Universitatea Radboud din Nijmegen
- Shanghai Astronomical Observatory⁠(d) (SHAO)
- Submillimeter Array⁠(d) (SMA)
- Universidad de Concepción
- Universidad Nacional Autónoma de México (UNAM)
- University of Chicago (South Pole Telescope⁠(d))
- Universitatea Illinois, Urbana-Champaign
- University of Michigan